# مارك ووكر (كاتب أغاني)
مارك ووكر هو كاتب أغاني كندي، ولد في 1846 في Tickle Cove ‏ في كندا، وتوفي في 1924.

## روابط خارجية
- مارك ووكر على موقع IMDb (الإنجليزية)